# Stephanolepis
Stephanolepis è un genere di pesci della famiglia Monacanthidae.

## Specie
- Stephanolepis auratus (Castelnau, 1861)
- Stephanolepis cirrhifer (Temminck et Schlegel, 1850)
- Stephanolepis diaspros Fraser-Brunner, 1940
- Stephanolepis hispida (Linnaeus, 1766)
- Stephanolepis insignis Fraser-Brunner, 1940
- Stephanolepis setifer (Bennett, 1831)